# Хесус Еспіґарес Міра
Хесус Еспіґарес Міра (Jesús Espigares Mira) (1946) — іспанський державний діяч. Президент Інтерполу (2000—2004).

## Життєпис
Народився у 1946 році, приєднався до іспанської національної поліції в 1968 році, закінчивши юридичну школу.
У 1984 році він був призначений головним супрінтенданом, найвищим рангом в Іспанській національній поліції. Він також займав посади голови поліцейського агентства Іруна, керівника Контртеррористичного відділення в Барселоні, генерального секретаря штабу поліції в Мадриді та уповноваженого з питань державного управління в Гранаді.
У 1996 році він був призначений начальником департаменту кримінального розслідування, який займається незаконним обігом наркотиків, відмиванням грошей та організованою злочинністю.
На Генеральній Асамблеї Інтерполу 1998 року в Каїрі він був обраний членом Виконавчого комітету Організації, а згодом став Президентом у 2000 році.
Високо оцінивши його професійну заслугу, Хесус Еспіґарес Міра був відзначений багатьма національними та міжнародними нагородами